# 중기병

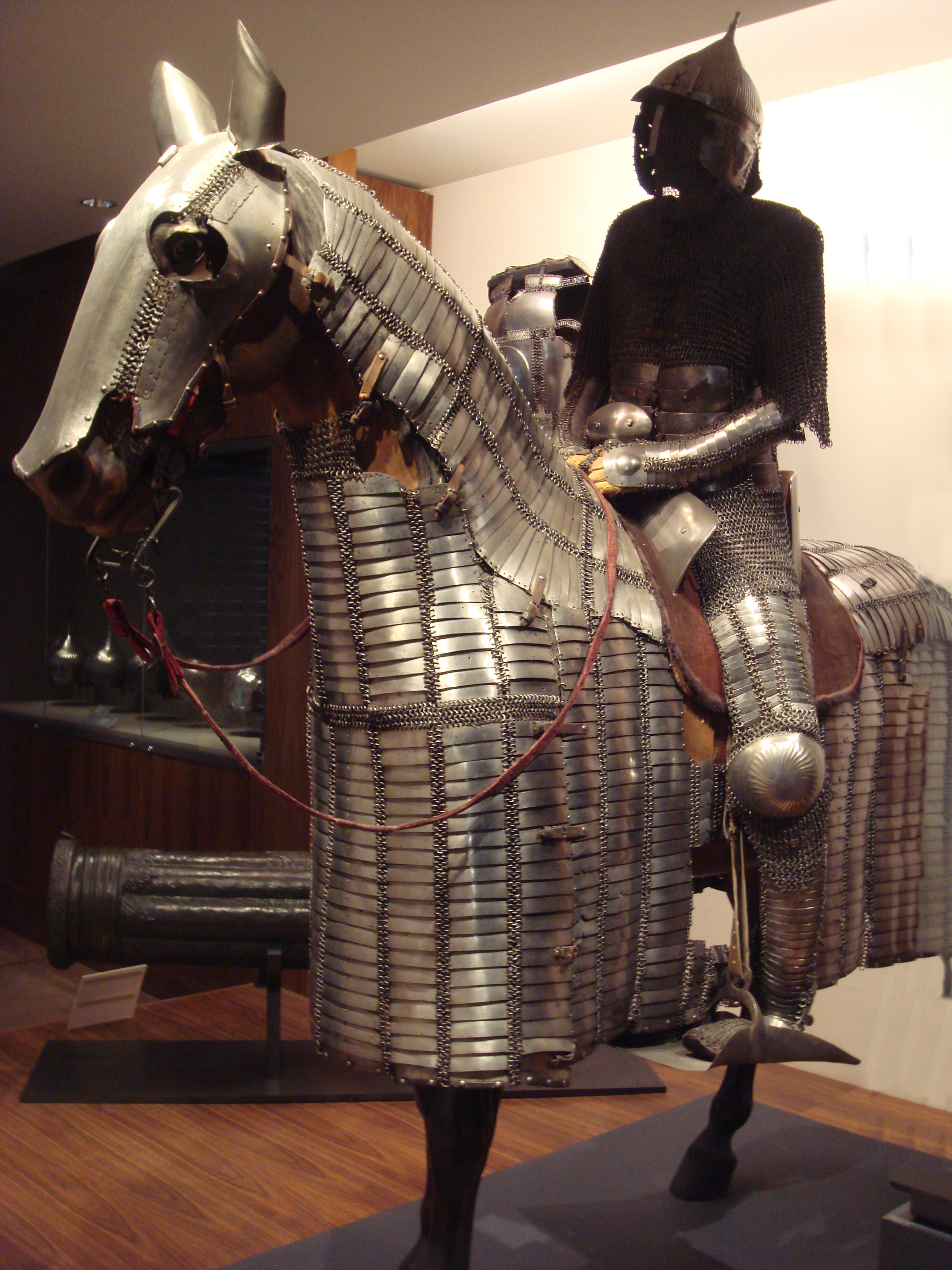
오스만 제국의 중기병

중장기병(重障騎兵), 중갑기병(重甲騎兵) 또는 줄여서 중기병(重騎兵, Heavy Cavalry)은 적부대와 서로 맞붇어 싸우는 기병의 한 종류로, 일명 충격기병이라고 한다. 중기병들이 사용하는 장비는 각 지역과 역사에 따라 다르지만 이들은 주로 쇠사슬로 엮어 만든 사슬갑옷, 찰갑옷, 금속판을 엮어서 만든 판갑옷 등 매우 튼튼한 갑옷을 착용하였으며, 또한 자신이 탄 말에도 갑옷을 둘르는 게 특징이다. 그리고 이들은 검, 곤봉, 철퇴, 창 등으로 중무장을 하였다.

## 그리스
기병이 그리스 전쟁에서 더욱더 중요한 역할을 했지만 그 역할은 그저 척후, 소전투, 추격 같은 데 머물러 있었다. 크고 든든한 말들과 함께 말안장의 발전은 필리포스 2세 통치시대 때 발전한 마케도니아 정예기병인 헤타이로이 기병 발전에로 이끌었다. 이 기병은 후날 필리포스 2세의 아들인 알렉산더 대왕에 통해 큰 역할을 맡게 되었는데, 주로 적 측면에서 기병돌격을 사용하는 데 쓰였다.
그 역할과 장비로 인해 헤타이로이 기병은 최초의 진정한 기병으로 인정받았다. 헤타이로이 기병은 마케도니아 군대의 정예 부대였으며 고대 세계에서 가장 훌륭한 기병이었다. 마케도니아 제국의 영향으로 생겨난 디아도코이들은 이 기병을 자신들의 군대에서 여전히 사용하고 있었다.

## 페르시아
고대 이란의 파르티아 제국은 전쟁에서 갑옷입은 기병의 사용에서 첫자리를 차지하는 것으로 이름을 날렸고 중갑한 사슬갑옷을 입은 기병의 전통이 자라났다고 믿고 있다. 이들은 보통 중기병보다 완전히 역할이 다른 중장기병이었는데 검든 보병대형을 한쪽으로 몰아놓거나 두 가지 기능을 가진 즉 말탄 궁수나 사슬갑옷 입은 기병으로 다시 말하여 정예 습격부대였다.

## 사르마티아
5세기까지 사르마티아 기병은 브리타니아 주둔 로마기병의 한 부분으로서 민족 대이동 시기에 유럽에 로마 중장기병의 영향을 미치게 하였다.

## 로마제국
사슬갑옷을 입은 중장기병의 뿌리는 스텝 기후 지대에서 살던 유목민들 속에서 나왔다. 그들의 갑옷기병의 전통은 당시 한심한 생활에서 살던 고대 근동인들에게 전달되었다. 서그리스가 먼저 페르시아 전쟁에서 이 강력한 중장기병과 맞다들었다. 로마인들은 이 그리스에서 기병에 대한 전술을 이어받고 그 결과로 당시 서유럽의 기사에 만족하였던 그들에게 중장기병의 새로운 역사를 창조하게 하였다.

## 비잔티움 제국
비잔티움제국기병은 당시 그들의 전성기때 매우 두려운 부대로서 이름을 떨쳤다. 니케포루스 2세는 10세기 비잔티움제국의 유능한 장군출신의 황제로서 그의 중장기병을 군대의 핵으로 여겼으며 말탄 궁수와 중장기병을 두대로 무어 중장기병은 적이 무너질 때까지 말탄 궁수의 지원밑에 계속공격게 하는 즉 ‘오래견디게 하는 전법’을 구사하였다. 일시적이기는 하지만 비잔티움기병은 로마기병이나 사산왕조의 기병처럼 완전무장을 갖추지 못하였다. 10세기 비잔티움제국 중기병은 대체로 중산층 농민들로부터 나왔으며 그 후 제국의 정규군으로 자라났다.
아직까지 어느 시기에 사슬갑옷기병이 마지막 종말을 보았는지는 명백치 않으나 결국은 사슬갑옷 기병과 기사는 중세기 기병역사에서 중요한 역할을 했으며 그 중 중기사(heavy knight)만이 살아남아 오늘까지도 전해져 오고 있다.

## 기사
중세기 초기에는 기사의 지위가 현저하게 막연하였다. 봉건시기에 대체로 이 기사라는 것은 전문 싸움을 하는 사람으로서 존재하였다. 그들을 대체로 빈농층과 같은 가난한 사람들로 무어지였다. 그러나 차츰 시대가 지나면서 이 전문 싸움을 하는 사람들은 후기 카롤링거 왕조시대에서 매우 현저하게 나타났으며 점차 땅을 사고 상속할 수 있을 정도로 부유해졌다. 결국은 말을 타고 싸우는 것은 정예무사제도와 동등하게 되었다. 12세기로부터 기사라는 이름은 보통 기병과 귀족으로 평가되었고 고대시기에 이름을 떨친 그리스 기병대와 거의 똑같게 되었다. 기사의 장비비용과 그것을 유지하는 것이 더는 단순한 중세기상태로는 유지하기 힘들어 지자 봉건제도에게는 왕에게 복무하는 기사의 충실성을 안전하게 하는 것이 더 중요하게 나섰다. 기사도는 곧 유전적인 칭호였고 보통적으로 아버지로부터 그 맏아들에게 상속되었다. 모든 앞으로 기사로 될만한 기사들은 유년시절부터 기사도의 엄격한 전통 밑에 전쟁과 같이 훈련하였다.

## 아프리카와아시아
1260년 아인잘루트 전투에서 바이바르스가 이끄는 맘루크 술탄국의 중장기병들이 활을 쏘며 달리는 몽골 제국의 경기병(케식)들을 결정적으로 격파할 정도로 중장기병은 아시아와 동유럽에서 그 누구도 막을 수 없는 강력한 기병으로 알려졌다. 무슬림군대는 사하라 등 아프리카 일대를 중장기병의 위력으로 진출하였으며 중세 유럽의 기사와 같은 역할을 수행하였다.
중국에서도 중장기병은 벌써 진, 한나라 시기에 군대의 한 개 단위로 되었다. 사람과 말이 다같이 금속으로 완전무장한 갑옷한 중장기병은 이미 기원 4세기부터 쓰이기 시작하였으며, 남북조시대에 이르러서는 대다수 북쪽 왕조가 유목민족들이 세운 나라였던만큼 왕조의 기본 편제의 부대로서 활동하였다. 당나라시기에 경기병과 보병의 역할이 높아지고 중기병은 극히 드물게 이용되곤 하였지만, 금나라의 중기병들이 당시 적국이었던 요, 송, 서하, 그리고 몽골을 상대로 쓰이기 시작하였다는 기록이 있다.
한반도의 삼국시대에는 철갑기병의 일종으로 잘 알려진 개마무사라는 중장기병들이 존재했다. 그중 일찍부터 기병을 운용했던 걸로 잘 알려진 고구려는 주변에 산재하여 자신들에게 복종하지 않고 침략해오는 또 다른 유목민족들의 경기병에 대한 효과적인 대비책으로, 영토였던 요동지역에서 자연적으로 배출하여 생산되었던 많은 양의 우수한 철을 바탕으로 발전하여 중장기병들로 구성된 부대를 운용할 수 있게 되었다. 하지만 이들은 서양이나 동양 등 다른 나라의 중장기병과는 다르게 가죽갑옷 위에 사각모양의 철조각을 연달아 덧씌운 찰갑을 써서 어느 정도의 자연스럽게 움직일 수 있었고, 말 역시 판갑으로 된 덮개를 씌워 돌격시 적의 화살이나 투석에 의한 부상을 막아주었다. 무기로는 길다란 창과 환두대도로 주된 무장을 하고 보조무장으로 단검과 던지는 용도로 사용된 투창등 온갖 다양한 형태의 작은 무기들을 소지한 것으로 알려졌으며, 말 위에서 사용하기 위해 활도 썼다. 이 기병들은 광개토대왕의 대외 팽창 정책의 주력이 되어 강력하고 거대한 제국의 건설을 가능하게 하였다. 또한, 신라에서는 5세기 중반부터 고구려가 신라를 침입했던 왜구를 대신 물리쳤던 일을 계기로 신라와 가야 역시 고구려 기병의 영향을 받아 갑옷을 본따 제작해서 유사한 중장기병들로 이루어진 부대를 운용하게 되었다는 사례가 있었다. 그러나, 신라와 가야의 중장기병들은 고구려와 달리 찰갑이 아닌 판갑을 써서 기동성과 유연성이 몹시 떨어진 단점이 있다고 한다.

## 같이 보기
- 군마